# Painblanc
Painblanc település Franciaországban, Côte-d’Or megyében. Lakosainak száma 169 fő (2022. január 1.). Painblanc Sainte-Sabine, Culètre, Auxant, Vic-des-Prés, Thorey-sur-Ouche, Bligny-sur-Ouche, Chaudenay-la-Ville és Cussy-le-Châtel községekkel határos.

## Népesség
A település népességének változása:
| Lakosok száma | 211  | 197  | 169  | 153  | 157  | 156  | 161  | 163  | 164  | 169  |
|               | 1968 | 1982 | 1990 | 2006 | 2013 | 2015 | 2017 | 2019 | 2020 | 2022 |